# Список глав государств в 1936 году
| 1935 ← Список глав государств по годам → 1937 |

В списке перечислены лидеры государств по состоянию на 1936 год. В том случае, если ведущую роль в государстве играет коммунистическая партия, указан как де-юре глава государства — председатель высшего органа государственной власти, так и де-факто — глава коммунистической партии.
Цветом выделены страны, в которых в данном году произошли смены власти вследствие следующих событий:
- Получение страной независимости;
- Военный переворот, революция, всеобщее восстание ;
- Президентские выборы;
- парламентские выборы, парламентский кризис;
- Смерть одного из руководителей страны;
- Иные причины.

## Азия
|                                                  | Арабские эмираты (протектораты Великобритании)                   |                                                          |                                                              |                                                                                      |                                                                             |  |
|                                                  |                                                                  | Абу-Даби                                                 | Эмир                                                         | Шахбут ибн Султан Аль Нахайян                                                        | 1928 год—1966 год                                                           |  |
|                                                  | Аджман                                                           | Эмир                                                     | Рашид III ибн Хумайд                                         | 1928 год—1981 год                                                                    |                                                                             |  |
|                                                  | Дубай                                                            | Шейх                                                     | Саид ибн Мактум                                              | 1912 год—1958 год                                                                    |                                                                             |  |
|                                                  | Рас-эль-Хайма                                                    | Эмир                                                     | Султан II ибн Салим                                          | 1921 год—1948 год                                                                    |                                                                             |  |
|                                                  | Умм-эль-Кайвайн                                                  | Эмир                                                     | Ахмад II бин Рашид аль-Муалла                                | 1929 год—1981 год                                                                    |                                                                             |  |
|                                                  | Эль-Фуджайра                                                     | Шейх                                                     | Хамад I бин Абдаллах Саиф бин Хамад                          | 1876 год—1936 год 1936 год—1938 год                                                  |                                                                             |  |
|                                                  | Шарджа                                                           | Шейх                                                     | Султан II бин Сакр                                           | 1924 год—1951 год                                                                    |                                                                             |  |
|                                                  | Афганистан                                                       | Афганистан                                               | Король                                                       | Захир-шах                                                                            | 1933 год—1973 год                                                           |  |
| Премьер-министр                                  | Афганистан                                                       | Афганистан                                               | Мохаммад Хашим-хан                                           | 1929 год—1946 год                                                                    |                                                                             |  |
|                                                  | Бахрейн (протекторат Великобритании)                             | Бахрейн (протекторат Великобритании)                     | Хаким                                                        | Хамад ибн Иса Аль Халифа                                                             | 1932 год—1942 год                                                           |  |
|                                                  | Британская Бирма (Шанские княжества)                             |                                                          |                                                              |                                                                                      |                                                                             |  |
|                                                  |                                                                  | Йонгве                                                   | Саофа                                                        | Со Шве Тай                                                                           | 1926 год—1959 год                                                           |  |
|                                                  | Локсок (Ятсок)                                                   | Саофа                                                    | Хкун Нсок                                                    | 1900 год—1946 год                                                                    |                                                                             |  |
|                                                  | Мокме                                                            | Саофа                                                    | Хкун Хконг                                                   | 1915 год—1959 год                                                                    |                                                                             |  |
|                                                  | Монгнай                                                          | Саофа                                                    | Хкун Кьо Хо                                                  | 1928 год—1949 год                                                                    |                                                                             |  |
|                                                  | Монгпай                                                          | саофа                                                    | Хкун Пин Нья                                                 | 1908 год—1959 год                                                                    |                                                                             |  |
|                                                  | Монгпон                                                          | Саофа                                                    | Сао Сан Хтун                                                 | 1928 год—1947 год                                                                    |                                                                             |  |
|                                                  | Северное Сенви                                                   | Саофа                                                    | Хом Хпа                                                      | 1915 год—1959 год                                                                    |                                                                             |  |
|                                                  | Сипау                                                            | Саофа                                                    | Сао Он Кья                                                   | 1928 год—1938 год                                                                    |                                                                             |  |
|                                                  | Южное Сенви                                                      | Саофа                                                    | Сао Сонг                                                     | 1913 год—1946 год                                                                    |                                                                             |  |
|                                                  | Британская Индия                                                 | Британская Индия                                         | Император                                                    | Георг V Эдуард VIII Георг VI                                                         | 1910 год—1936 год 1936 год 1936 год—1952 год                                |  |
| Вице-король                                      | Британская Индия                                                 | Британская Индия                                         | Фримен Фримен-Томас Виктор Хоуп                              | 1931 год—1936 год 1936 год—1943 год                                                  |                                                                             |  |
|                                                  |                                                                  | Аджайгарх                                                | Савай махараджа                                              | Бхопал Сингх                                                                         | 1919 год—1942 год                                                           |  |
|                                                  | Алвар                                                            | Махараджа                                                | Джай Сингх Прабхакар                                         | 1892 год—1937 год                                                                    |                                                                             |  |
|                                                  | Алираджпур                                                       | Рана                                                     | Пратап Сингх II                                              | 1891 год—1941 год                                                                    |                                                                             |  |
|                                                  | Баони                                                            | Наваб                                                    | Мохаммад Муштак аль-Хасан Хан                                | 1911 год—1947 год                                                                    |                                                                             |  |
|                                                  | Бансвара                                                         | Раджа                                                    | Притви Сингх                                                 | 1913 год—1944 год                                                                    |                                                                             |  |
|                                                  | Барвани                                                          | Рана                                                     | Деви Сахиб Сингхджи                                          | 1930 год—1947 год                                                                    |                                                                             |  |
|                                                  | Барода                                                           | Махараджа                                                | Саяджирао Гаеквад III                                        | 1875 год—1939 год                                                                    |                                                                             |  |
|                                                  | Бахавалпур                                                       | Наваб                                                    | Садик Мухаммад Хан V                                         | 1907 год—1947 год                                                                    |                                                                             |  |
|                                                  | Башахра                                                          | Раджа                                                    | Падам Сингх                                                  | 1914 год—1947 год                                                                    |                                                                             |  |
|                                                  | Бенарес                                                          | Махараджа бахадур                                        | Адитья Нараян Сингх                                          | 1931 год—1939 год                                                                    |                                                                             |  |
|                                                  | Биджавар                                                         | Савай махараджа                                          | Савант Сингх                                                 | 1899 год—1940 год                                                                    |                                                                             |  |
|                                                  | Биканер                                                          | Махараджа                                                | Ганга Сингх                                                  | 1887 год—1943 год                                                                    |                                                                             |  |
|                                                  | Биласпур (Калур)                                                 | Раджа                                                    | Ананд Чанд                                                   | 1927 год—1948 год                                                                    |                                                                             |  |
|                                                  | Бунди                                                            | Махарао раджа                                            | Ишвари Сингх                                                 | 1927 год—1945 год                                                                    |                                                                             |  |
|                                                  | Бхавнагар                                                        | Махараджа                                                | Кришна Кумарсинхжи Бхавсинхжи                                | 1919 год—1947 год                                                                    |                                                                             |  |
|                                                  | Бхаратпур                                                        | Махараджа                                                | Бриджендра Сингх                                             | 1929 год—1947 год                                                                    |                                                                             |  |
|                                                  | Бхопал                                                           | наваб                                                    | Хамидулла Хан                                                | 1926 год—1949 год                                                                    |                                                                             |  |
|                                                  | Ванканер                                                         | Махарана радж сахиб                                      | Амарсинхджи Банесинджи                                       | 1881 год—1947 год                                                                    |                                                                             |  |
|                                                  | Гангпур                                                          | Раджа                                                    | Бир Митра Пратап Сехар Део                                   | 1930 год—1938 год                                                                    |                                                                             |  |
|                                                  | Гархвал                                                          | махараджа                                                | Нарендра Шах                                                 | 1913 год—1946 год                                                                    |                                                                             |  |
|                                                  | Гвалиор                                                          | Махараджа                                                | Дживаджирао Шинде                                            | 1925 год—1948 год                                                                    |                                                                             |  |
|                                                  | Гондал                                                           | Тхакур сахиб                                             | Бхагвацинхжи Саграмсинхджи                                   | 1869 год—1944 год                                                                    |                                                                             |  |
|                                                  | Даспалла                                                         | раджа                                                    | Кишор Чандра Део Бханж                                       | 1913 год—1948 год                                                                    |                                                                             |  |
|                                                  | Датия                                                            | Махараджа                                                | Говинд Сингх                                                 | 1907 год—1947 год                                                                    |                                                                             |  |
|                                                  | Девас младшее                                                    | Махараджа                                                | Садашив Рао II                                               | 1934 год—1943 год                                                                    |                                                                             |  |
|                                                  | Девас старшее                                                    | Махараджа                                                | Тукоджи Рао III                                              | 1918 год—1937 год                                                                    |                                                                             |  |
|                                                  | Джайпур                                                          | Махараджа савай                                          | Ман Сингх II                                                 | 1922 год—1948 год                                                                    |                                                                             |  |
|                                                  | Джанджира                                                        | Наваб                                                    | Мохаммад-Хан II                                              | 1922 год—1947 год                                                                    |                                                                             |  |
|                                                  | Джайсалмер                                                       | Махаравал                                                | Джавахир Сингх                                               | 1914 год—1947 год                                                                    |                                                                             |  |
|                                                  | Джалавад (Дрангадхра)                                            | Махараджа                                                | Ганшьямсинхджи Аджитсинхджи                                  | 1918 год—1942 год                                                                    |                                                                             |  |
|                                                  | Джамму и Кашмир                                                  | Махараджа                                                | Хари Сингх                                                   | 1925 год—1947 год                                                                    |                                                                             |  |
|                                                  | Джаора                                                           | Наваб                                                    | Мухаммад Ифтихар Али                                         | 1895 год—1947 год                                                                    |                                                                             |  |
|                                                  | Дженкантал                                                       | Махараджа                                                | Шанкар Пратап Сингх Дев Махендра                             | 1918 год—1948 год                                                                    |                                                                             |  |
|                                                  | Джинд                                                            | Махараджа                                                | Ранбир Сингх                                                 | 1911 год—1947 год                                                                    |                                                                             |  |
|                                                  | Джхабуа                                                          | Раджа                                                    | Удай Сингх                                                   | 1895 год—1942 год                                                                    |                                                                             |  |
|                                                  | Джунагадх                                                        | Наваб                                                    | Мохаммад Махабат Ханджи III                                  | 1911 год—1947 год                                                                    |                                                                             |  |
|                                                  | Джхалавар                                                        | Махараджа                                                | Раджендра Сингх                                              | 1929 год—1943 год                                                                    |                                                                             |  |
|                                                  | Дир                                                              | Наваб                                                    | Мохаммад Шах Джахан Хан                                      | 1925 год—1960 год                                                                    |                                                                             |  |
|                                                  | Дхолпур                                                          | Махараджа рана                                           | Удайбхану Сингх                                              | 1911 год—1947 год                                                                    |                                                                             |  |
|                                                  | Дунгарпур                                                        | Махараджа                                                | Лакшман Сингх                                                | 1918 год—1947 год                                                                    |                                                                             |  |
|                                                  | Дхар                                                             | Раджа                                                    | Ананд Радж IV Павар                                          | 1926 год—1947 год                                                                    |                                                                             |  |
|                                                  | Идар                                                             | Махараджа                                                | Химмат Сингх                                                 | 1931 год—1948 год                                                                    |                                                                             |  |
|                                                  | Индаур                                                           | Махараджа                                                | Яшвант Рао Холкар II                                         | 1926 год—1948 год                                                                    |                                                                             |  |
|                                                  | Калат                                                            | Хан                                                      | Ахмад Яр                                                     | 1933 год—1955 год                                                                    |                                                                             |  |
|                                                  | Камбей                                                           | наваб                                                    | Низам ад-Даула Наджм                                         | 1915 год—1948 год                                                                    |                                                                             |  |
|                                                  | Капуртхала                                                       | Махараджа                                                | Джагатджит Сингх                                             | 1911 год—1947 год                                                                    |                                                                             |  |
|                                                  | Караули                                                          | Махараджа                                                | Бом Пал                                                      | 1927 год—1947 год                                                                    |                                                                             |  |
|                                                  | Кач                                                              | Махараджа                                                | Кхенгарджи III                                               | 1875 год—1942 год                                                                    |                                                                             |  |
|                                                  | Кишангарх                                                        | Махараджа                                                | Ягья Нарайян Сингх                                           | 1926 год—1939 год                                                                    |                                                                             |  |
|                                                  | Колхапур                                                         | Махараджа                                                | Раджарам II                                                  | 1922 год—1940 год                                                                    |                                                                             |  |
|                                                  | Кота                                                             | Махарао                                                  | Умед Сингх II                                                | 1889 год—1940 год                                                                    |                                                                             |  |
|                                                  | Кочин                                                            | Махараджа                                                | Рама Варма XVII                                              | 1932 год—1941 год                                                                    |                                                                             |  |
|                                                  | Куч-Бихар                                                        | Махараджа                                                | Джагаддипендра Нарайян                                       | 1922 год—1949 год                                                                    |                                                                             |  |
|                                                  | Лас Бела                                                         | Хан                                                      | Гулям Мухаммад                                               | 1921 год—1937 год                                                                    |                                                                             |  |
|                                                  | Лохару                                                           | Наваб                                                    | Амин-уд-Дин Ахмад-Хан II                                     | 1926 год—1947 год                                                                    |                                                                             |  |
|                                                  | Лунавада                                                         | рана                                                     | Вирбхандра Сингх                                             | 1929 год—1947 год                                                                    |                                                                             |  |
|                                                  | Майсур                                                           | Махараджа                                                | Кришнараджа Водеяр IV                                        | 1894 год—1940 год                                                                    |                                                                             |  |
|                                                  | Макран                                                           | Наваб                                                    | Азам Джан Балох                                              | 1922 год—1948 год                                                                    |                                                                             |  |
|                                                  | Малеркотла                                                       | Наваб                                                    | Ахмад Али Хан                                                | 1908 год—1947 год                                                                    |                                                                             |  |
|                                                  | Манди                                                            | Раджа                                                    | Джогиндер Сен                                                | 1913 год—1948 год                                                                    |                                                                             |  |
|                                                  | Манипур                                                          | Махараджа                                                | Чурачандра Сингх                                             | 1918 год—1941 год                                                                    |                                                                             |  |
|                                                  | Марвар (Джодхпур)                                                | махараджа                                                | Умайд Сингх                                                  | 1918 год—1947 год                                                                    |                                                                             |  |
|                                                  | Мевар (Удайпур)                                                  | Махарана                                                 | Бхупал Сингх                                                 | 1930 год—1948 год                                                                    |                                                                             |  |
|                                                  | Морви                                                            | Тхакур сахиб махараджа                                   | Лахдирджи Вагджи                                             | 1926 год—1947 год                                                                    |                                                                             |  |
|                                                  | Мудхол                                                           | Раджа                                                    | Малоджирао IV Радж Горпаде                                   | 1900 год—1937 год                                                                    |                                                                             |  |
|                                                  | Набха                                                            | Махараджа                                                | Пратап Сингх                                                 | 1928 год—1947 год                                                                    |                                                                             |  |
|                                                  | Наванагар                                                        | Джам сахеб                                               | Дигвиджайсинхджи Ранджитсинхджи                              | 1933 год—1947 год                                                                    |                                                                             |  |
|                                                  | Нарсингхгарх                                                     | Раджа                                                    | Викрам Сингх                                                 | 1924 год—1947 год                                                                    |                                                                             |  |
|                                                  | Орчха                                                            | Махараджа                                                | Вир Сингх II                                                 | 1930 год—1950 год                                                                    |                                                                             |  |
|                                                  | Паланпур                                                         | Наваб-сахиб                                              | Талей Мухаммад Хан                                           | 1918 год—1947 год                                                                    |                                                                             |  |
|                                                  | Панна                                                            | Махараджа                                                | Ядвендра Сингх Джудео                                        | 1902 год—1947 год                                                                    |                                                                             |  |
|                                                  | Патиала                                                          | Махараджа                                                | Бхупиндер Сингх                                              | 1900 год—1938 год                                                                    |                                                                             |  |
|                                                  | Порбандар                                                        | Махараджа сахиб                                          | Натварсинхджи Бхавсинхджи                                    | 1918 год—1948 год                                                                    |                                                                             |  |
|                                                  | Пратабгарх                                                       | Махарават                                                | Рам Сингх                                                    | 1929 год—1947 год                                                                    |                                                                             |  |
|                                                  | Пудуккоттай                                                      | Раджа                                                    | Раджагопала Тондайман                                        | 1928 год—1948 год                                                                    |                                                                             |  |
|                                                  | Раджгарх                                                         | Раджа                                                    | Бирендра Сингх Бикрамадитья Сингх                            | 1916 год—1936 год 1936 год—1948 год                                                  |                                                                             |  |
|                                                  | Раджпипла                                                        | Махарана                                                 | Виджайсинхджи                                                | 1915 год—1948 год                                                                    |                                                                             |  |
|                                                  | Радханпуа                                                        | Наваб                                                    | Мохаммад Джалал ад-Дин Хан Муртаза Хан                       | 1910 год—1936 год 1936 год—1948 год                                                  |                                                                             |  |
|                                                  | Рампур                                                           | наваб                                                    | Раза Али Хан                                                 | 1930 год—1949 год                                                                    |                                                                             |  |
|                                                  | Ратлам                                                           | Махараджа                                                | Саджан Сингх                                                 | 1921 год—1947 год                                                                    |                                                                             |  |
|                                                  | Рева                                                             | Махараджа                                                | Гулаб Сингх Джу Део                                          | 1918 год—1946 год                                                                    |                                                                             |  |
|                                                  | Савантвади                                                       | Раджа                                                    | Кхем Савант V Бхонсле                                        | 1913 год—1937 год                                                                    |                                                                             |  |
|                                                  | Саилана                                                          | Раджа                                                    | Дилип Сингх                                                  | 1919 год—1948 год                                                                    |                                                                             |  |
|                                                  | Самтхар                                                          | Махараджа                                                | Радха Чаран Сингх                                            | 1935 год—1950 год                                                                    |                                                                             |  |
|                                                  | Сангли                                                           | Раджа                                                    | Чинтаман Рао II Дхунди                                       | 1932 год—1948 год                                                                    |                                                                             |  |
|                                                  | Сват                                                             | Вали                                                     | Мьянгул Абдул Вадуд                                          | 1918 год—1947 год                                                                    |                                                                             |  |
|                                                  | Сирмур                                                           | Махараджа                                                | Раджендра Пракаш                                             | 1933 год—1948 год                                                                    |                                                                             |  |
|                                                  | Сирохи                                                           | Махарао                                                  | Сапур Рам Сингх                                              | 1920 год—1946 год                                                                    |                                                                             |  |
|                                                  | Ситамау                                                          | Раджа                                                    | Радж Рам Сингх II                                            | 1900 год—1947 год                                                                    |                                                                             |  |
|                                                  | Сонепур                                                          | Махараджа                                                | Митродайя Сингх Део                                          | 1902 год—1937 год                                                                    |                                                                             |  |
|                                                  | Сукет                                                            | Раджа                                                    | Лакшман Сен                                                  | 1919 год—1947 год                                                                    |                                                                             |  |
|                                                  | Тонк                                                             | Наваб                                                    | Мухаммад Саадат Али-хан                                      | 1930 год—1947 год                                                                    |                                                                             |  |
|                                                  | Траванкор                                                        | Махараджа                                                | Читхира Тхирунал Баларама Варма II                           | 1924 год—1949 год                                                                    |                                                                             |  |
|                                                  | Трипура                                                          | Махааджа                                                 | Бикрама Кишор Маникья                                        | 1923 год—1947 год                                                                    |                                                                             |  |
|                                                  | Фаридкот                                                         | Махараджа                                                | Хариндер Сингх                                               | 1918 год—1947 год                                                                    |                                                                             |  |
|                                                  | Хаирпур                                                          | Мир                                                      | Файз Мухаммад Хан Талпур II                                  | 1935 год—1947 год                                                                    |                                                                             |  |
|                                                  | Хайдарабад                                                       | Низам                                                    | Асаф Джах VII                                                | 1911 год—1948 год                                                                    |                                                                             |  |
|                                                  | Харан                                                            | Мир                                                      | Хабибулла                                                    | 1911 год—1948 год                                                                    |                                                                             |  |
|                                                  | Хиндол                                                           | раджа                                                    | Наба Кишор Чандра                                            | 1906 год—1948 год                                                                    |                                                                             |  |
|                                                  | Хунза                                                            | мир                                                      | Мохаммад Назим Хан                                           | 1892 год—1938 год                                                                    |                                                                             |  |
|                                                  | Чамба                                                            | Раджа                                                    | Тикка Лакшман Сингх                                          | 1935 год—1948 год                                                                    |                                                                             |  |
|                                                  | Чаркхари                                                         | Махараджа                                                | Аримардан Сингх                                              | 1920 год—1941 год                                                                    |                                                                             |  |
|                                                  | Читрал                                                           | мехтар                                                   | Шуджа уль-Мульк Наcир уль-Мульк                              | 1895 год—1936 год 1936 год—1943 год                                                  |                                                                             |  |
|                                                  | Чхатарпур                                                        | Махараджа                                                | Бхавани Сингх                                                | 1932 год—1947 год                                                                    |                                                                             |  |
|                                                  | Шахпура                                                          | Раджа                                                    | Умайд Сингх II                                               | 1932 год—1947 год                                                                    |                                                                             |  |
|                                                  | Бруней (протекторат Великобритании)                              | Бруней (протекторат Великобритании)                      | Султан                                                       | Ахмад Таджуддин                                                                      | 1924 год—1950 год                                                           |  |
|                                                  | Бутан                                                            | Бутан                                                    | Король                                                       | Джигме Вангчук                                                                       | 1926 год—1952 год                                                           |  |
|                                                  | Вьетнам (протекторат Франции Аннам)                              | Вьетнам (протекторат Франции Аннам)                      | Император                                                    | Бао-дай-де                                                                           | 1925 год—1945 год                                                           |  |
|                                                  | Индонезийские султанаты                                          |                                                          |                                                              |                                                                                      |                                                                             |  |
|                                                  |                                                                  |                                                          |                                                              |                                                                                      |                                                                             |  |
|                                                  | Бачан (протекторат Нидерландов)                                  | Султан                                                   | Мухаммад Мухсин                                              | 1935 год—1949 год                                                                    |                                                                             |  |
|                                                  | Дели (протекторат Нидерландов)                                   | Султан                                                   | Амалуддин аль-Сани Перкаша Алам Шах                          | 1924 год—1945 год                                                                    |                                                                             |  |
|                                                  | Джокьякарта (протекторат Нидерландов)                            | Султан                                                   | Хаменгкубувоно VIII                                          | 1921 год—1939 год                                                                    |                                                                             |  |
|                                                  | Мангкунегаран (протекторат Нидерландов)                          | султан                                                   | Мангкунегара VII                                             | 1916 год—1944 год                                                                    |                                                                             |  |
|                                                  | Понтианак (протекторат Нидерландов)                              | Султан                                                   | Мухаммад Алькадри                                            | 1895 год—1944 год                                                                    |                                                                             |  |
|                                                  | Саравак (протекторат Великобритании)                             | Раджа                                                    | Чарльз Вайнер Брук                                           | 1917 год—1946 год                                                                    |                                                                             |  |
|                                                  | Сиак (протекторат Нидерландов)                                   | Султан                                                   | Зияриф Касим II                                              | 1915 год—1949 год                                                                    |                                                                             |  |
|                                                  | Суракарта (протекторат Нидерландов)                              | Сусухунан                                                | Пакубовоно X                                                 | 1893 год—1939 год                                                                    |                                                                             |  |
|                                                  | Ирак                                                             | Ирак                                                     | Король                                                       | Гази I                                                                               | 1933 год—1939 год                                                           |  |
| Премьер-министр                                  | Ирак                                                             | Ирак                                                     | Ясин аль-Хашими Хикмет Сулейман                              | (1924 год—1925 год, 1935 год—1936 год) 1936 год—1937 год                             |                                                                             |  |
|                                                  | Иран                                                             | Иран                                                     | Шах                                                          | Реза Пехлеви                                                                         | 1925 год—1941 год                                                           |  |
| Премьер-министр                                  | Иран                                                             | Иран                                                     | Махмуд Джем                                                  | 1935 год—1939 год                                                                    |                                                                             |  |
|                                                  | Йеменское королевство                                            | Йеменское королевство                                    | Король                                                       | Яхья бин Мухаммед Хамид-ад-Дин                                                       | 1918 год—1948 год                                                           |  |
|                                                  | Йеменские султанаты и шейхства (протекторат Великобритании Аден) |                                                          |                                                              |                                                                                      |                                                                             |  |
|                                                  |                                                                  | Алави                                                    | Шейх                                                         | Мухсин ибн Али аль-Алави                                                             | 1925 год—1940 год                                                           |  |
|                                                  | Акраби                                                           | Шейх                                                     | Аль-Фадль ибн Абдалла аль-Акраби                             | 1905 год—1940 год                                                                    |                                                                             |  |
|                                                  | Аудхали                                                          | султан                                                   | Салих ибн Аль-Хусейн                                         | 1928 год—1967 год                                                                    |                                                                             |  |
|                                                  | Верхний Аулаки                                                   | Султан                                                   | Авад ибн Салих                                               | 1935 год—1967 год                                                                    |                                                                             |  |
|                                                  | Верхняя Яфа                                                      | Султан                                                   | Умар IV бин Салих аль-Хархара                                | 1927 год—1948 год                                                                    |                                                                             |  |
|                                                  | Дали                                                             | Эмир                                                     | Насир I бин Шаиф аль-Амири                                   | 1928 год—1947 год                                                                    |                                                                             |  |
|                                                  | Касири                                                           | Султан                                                   | Али ибн аль-Мансур                                           | 1929 год—1938 год                                                                    |                                                                             |  |
|                                                  | Куайти                                                           | Султан                                                   | Умар ибн Авад аль-Куайти Салех ибн Галиб аль-Куайти          | 1922 год—1936 год 1936 год—1956 год                                                  |                                                                             |  |
|                                                  | Лахедж                                                           | Султан                                                   | Абд аль-Карим II ибн Фадл                                    | 1915 год—1947 год                                                                    |                                                                             |  |
|                                                  | Мафлахи                                                          | Шейх                                                     | Аль-Касим ибн Абд аль-Рахман                                 | 1920 год—1967 год                                                                    |                                                                             |  |
|                                                  | Нижний Аулаки                                                    | Султан                                                   | Айдарус ибн Али аль-Аулаки                                   | 1930 год—1947 год                                                                    |                                                                             |  |
|                                                  | Нижняя Яфа                                                       | Cултан                                                   | Айдарус ибн Мухсин аль-Афифи                                 | 1925 год—1958 год                                                                    |                                                                             |  |
|                                                  | Фадли                                                            | Cултан                                                   | Абд аль-Карим аль-Фадли Салих бин Фадл аль-Фадли             | 1933 год—1936 год 1936 год—1941 год                                                  |                                                                             |  |
|                                                  | Шаиб                                                             | Шейх                                                     | Мухаммад ибн аль-Мукбил аль-Саклади                          | 1935 год—1948 год                                                                    |                                                                             |  |
|                                                  | Камбоджа (протекторат Франции)                                   | Камбоджа (протекторат Франции)                           | Король                                                       | Сисоват Монивонг                                                                     | 1927 год—1941 год                                                           |  |
|                                                  | Катар (протекторат Великобритании) (протекторат Франции)         | Катар (протекторат Великобритании) (протекторат Франции) | Эмир                                                         | Абдаллах бин Джасим Аль Тани                                                         | 1913 год—1949 год                                                           |  |
|                                                  | Китайская Республика                                             | Китайская Республика                                     | Председатель национального правительства                     | Линь Сэнь                                                                            | 1931 год—1943 год                                                           |  |
| Председатель Исполнительного Юаня                | Китайская Республика                                             | Китайская Республика                                     | Чан Кайши                                                    | 1930 год—1931 год, 1935 год—1938 год, 1939 год—1945 год, 1947 год                    |                                                                             |  |
|                                                  | Китайская Советская Республика                                   | Китайская Советская Республика                           | Председатель ЦИК                                             | Мао Цзэдун                                                                           | 1931 год—1937 год                                                           |  |
| Генеральный секретарь ЦК Коммунистической партии | Китайская Советская Республика                                   | Китайская Советская Республика                           | Ло Фу (Чжан Вэньтянь)                                        | 1935 год—1943 год                                                                    |                                                                             |  |
| Председатель Совета народных комиссаров          | Китайская Советская Республика                                   | Китайская Советская Республика                           | Ло Фу (Чжан Вэньтянь)                                        | 1934 год—1937 год                                                                    |                                                                             |  |
|                                                  | Кувейт (протекторат Великобритании)                              | Кувейт (протекторат Великобритании)                      | Шейх                                                         | Ахмед аль-Джабер ас-Сабах (Ахмед I)                                                  | 1921 год—1950 год                                                           |  |
|                                                  | Ливан (протекторат Франции)                                      | Ливан (протекторат Франции)                              | Президент                                                    | Хабиб Паша эс-Саад Эмиль Эдде                                                        | 1934 год—1936 год 1936 год—1941 год                                         |  |
| Премьер-министр                                  | Ливан (протекторат Франции)                                      | Ливан (протекторат Франции)                              | Абдалла Байхум Айюб Табит                                    | (1934 год—1936 год, 1939 год—1941 год) (1936 год—1937 год, 1943 год)                 |                                                                             |  |
|                                                  | Луангпхабанг (протекторат Франции)                               | Луангпхабанг (протекторат Франции)                       | Король                                                       | Сисаванг Вонг                                                                        | 1904 год—1945 год                                                           |  |
|                                                  | Малайские султанаты                                              |                                                          |                                                              |                                                                                      |                                                                             |  |
|                                                  |                                                                  | Джохор                                                   | Султан                                                       | Ибрагим аль Масихур                                                                  | 1895 год—1957 год                                                           |  |
|                                                  | Кедах (протекторат Великобритании)                               | Cултан                                                   | Абдул Хамид Халим                                            | 1881 год—1943 год                                                                    |                                                                             |  |
|                                                  | Келантан (протекторат Великобритании)                            | Султан                                                   | Исмаил ибн Альмархум                                         | 1920 год—1944 год                                                                    |                                                                             |  |
|                                                  | Негери-Сембилан (протекторат Великобритании)                     | Ямтуан бесар                                             | Абдул Рахман                                                 | 1933 год—1960 год                                                                    |                                                                             |  |
|                                                  | Паханг (протекторат Великобритании)                              | Султан                                                   | Абу Бакар Риайат ад-дин Муаззам-шах                          | 1932 год—1974 год                                                                    |                                                                             |  |
|                                                  | Перак (протекторат Великобритании)                               | Султан                                                   | Искандар-шах                                                 | 1918 год—1938 год                                                                    |                                                                             |  |
|                                                  | Перлис (протекторат Великобритании)                              | Раджа                                                    | Алва                                                         | 1905 год—1943 год                                                                    |                                                                             |  |
|                                                  | Селангор (протекторат Великобритании)                            | Султан                                                   | Алааддин Сулейман                                            | 1898 год—1938 год                                                                    |                                                                             |  |
|                                                  | Тренгану (протекторат Великобритании)                            | Султан                                                   | Сулайман Бадрул Алам Шах                                     | 1920 год—1942 год                                                                    |                                                                             |  |
|                                                  | Мальдивы (протекторат Великобритании)                            | Мальдивы (протекторат Великобритании)                    | султан                                                       | Хассан Нураддин II                                                                   | 1935 год—1943 год                                                           |  |
|                                                  | Маньчжоу-Го                                                      | Маньчжоу-Го                                              | Император                                                    | Пу И                                                                                 | 1934 год—1945 год                                                           |  |
| Премьер-министр                                  | Маньчжоу-Го                                                      | Маньчжоу-Го                                              | Чжан Цзинхуэй                                                | 1935 год—1945 год                                                                    |                                                                             |  |
|                                                  | Монгольская Народная Республика                                  | Монгольская Народная Республика                          | Председатель ЦК Монгольской народной партии                  | Хас-Очирын Лувсандорж Банзаржавын Басанжав                                           | 1934 год—1936 год 1936 год—1940 год                                         |  |
| Председатель Великого Государственного Хурала    | Монгольская Народная Республика                                  | Монгольская Народная Республика                          | Анандын Амар Дансранбилэгийн Догсом                          | 1932 год—1936 год 1936 год—1939 год                                                  |                                                                             |  |
| Премьер-министр                                  | Монгольская Народная Республика                                  | Монгольская Народная Республика                          | Пэлжидийн Гэндэн Анандын Амар                                | 1932 год—1936 год 1936 год—1939 год                                                  |                                                                             |  |
|                                                  | Непал                                                            | Непал                                                    | Король                                                       | Трибхуван                                                                            | 1911 год—1955 год                                                           |  |
| Премьер-министр                                  | Непал                                                            | Непал                                                    | Джуддха Шамшер Рана                                          | 1932 год—1945 год                                                                    |                                                                             |  |
|                                                  | Оман (протекторат Великобритании)                                | Оман (протекторат Великобритании)                        | Султан                                                       | Саид бин Таймур                                                                      | 1932 год—1970 год                                                           |  |
|                                                  | Саудовская Аравия                                                | Саудовская Аравия                                        | Король                                                       | Абдул-Азиз Аль Сауд                                                                  | 1932 год—1953 год                                                           |  |
|                                                  | Сиам (Раттанакосин)                                              | Сиам (Раттанакосин)                                      | Король                                                       | Рама VIII (Ананда Махидон)                                                           | 1935 год—1946 год                                                           |  |
| Премьер-министр                                  | Сиам (Раттанакосин)                                              | Сиам (Раттанакосин)                                      | Пхахон Пхаюхасена                                            | 1933 год—1938 год                                                                    |                                                                             |  |
|                                                  | Сикким (протекторат Великобритании)                              | Сикким (протекторат Великобритании)                      | Чогьял                                                       | Таши Намгьял                                                                         | 1914 год—1963 год                                                           |  |
|                                                  | Сирия (протекторат Франции)                                      | Сирия (протекторат Франции)                              | Президент                                                    | Мухаммед Али Бей Аль-Абид Хашим Аль-Атаси                                            | 1932 год—1936 год (1936 год—1939 год, 1949 год—1951 год, 1954 год—1955 год) |  |
| Премьер-министр                                  | Сирия (протекторат Франции)                                      | Сирия (протекторат Франции)                              | Тадж эд-Дин аль-Хасани Джамиль Мардам-Бей                    | (1928 год—1931 год, 1934 год—1936 год) (1936 год—1939 год, 1946 год—1948 год)        |                                                                             |  |
|                                                  | Тибет                                                            | Тибет                                                    | Регент                                                       | Джампэл Еше                                                                          | 1933 год—1940 год                                                           |  |
|                                                  | Трансиордания (протекторат Великобритании)                       | Трансиордания (протекторат Великобритании)               | Эмир                                                         | Абдалла ибн Хусейн                                                                   | 1921 год—1946 год                                                           |  |
| Премьер-министр                                  | Трансиордания (протекторат Великобритании)                       | Трансиордания (протекторат Великобритании)               | Ибрахим Хашим                                                | 1933 год—1938 год, 1945 год—1946 год, 1946 год—1947 год, 1956 год, 1957 год—1958 год |                                                                             |  |
|                                                  | Тувинская Народная Республика                                    | Тувинская Народная Республика                            | Генеральный секретарь Тувинской народно-революционной партии | Салчак Тока                                                                          | 1932 год—1944 год                                                           |  |
| Председатель президиума Малого Хурала            | Тувинская Народная Республика                                    | Тувинская Народная Республика                            | Чулдум Лопсакови Адыг-Тюлюш Хемчик-оол                       | 1929 год—1936 год 1936 год—1938 год                                                  |                                                                             |  |
| Председатель Совета министров                    | Тувинская Народная Республика                                    | Тувинская Народная Республика                            | Адыг-Тюлюш Хемчик-оол Сат Чурмит-Дажы                        | 1929 год—1936 год 1936 год—1938 год                                                  |                                                                             |  |
|                                                  | Турция                                                           | Турция                                                   | Президент                                                    | Мустафа Кемаль                                                                       | 1923 год—1938 год                                                           |  |
| Премьер-министр                                  | Турция                                                           | Турция                                                   | Исмет Инёню                                                  | 1923 год—1924 год, 1925 год—1937 год, 1961 год—1965 год                              |                                                                             |  |
|                                                  | Япония                                                           | Япония                                                   | Император                                                    | Хирохито (император Сёва)                                                            | 1926 год—1989 год                                                           |  |
| Премьер-министр                                  | Япония                                                           | Япония                                                   | Кэйсукэ Окада Коки Хирота                                    | 1934 год—1936 год 1936 год—1937 год                                                  |                                                                             |  |

## Африка
| Флаг | Страна | Страна | Должность                                                | Имя | Начало и конец срока                                     | Фото |
| --- | --- | --- | -------------------------------------------------------- | --- | -------------------------------------------------------- | ---- |
| | Аусса | Аусса | султан                                                   | Мухаммад Яйо | 1927 год—1936 год                                        |      |
| В 1936 году ликвидирован итальянскими войсками, территория присоединена к колонии Итальянская Восточная Африка | Аусса | Аусса |                                                          | |                                                          |      |
| | Буганда (протекторат Великобритании) | Буганда (протекторат Великобритании) | кабака                                                   | Дауди Чва II | 1897 год—1939 год                                        |      |
| | Бурунди (протекторат Бельгии) | Бурунди (протекторат Бельгии) | Мвами (король)                                           | Мвамбутса IV | 1915 год—1966 год                                        |      |
| | Египет | Египет | Король                                                   | Фуад I Фарук I | 1922 год—1936 год 1936 год—1952 год                      |      |
| Премьер-министр                                                                                                | Египет | Египет | Мухаммед Тауфик Назим-паша Али Махир Мустафа Наххас-паша | (1920 год—1921 год, 1922 год—1923 год, 1934 год—1936 год) (1936 год, 1939 год—1940 год, 1952 год, 1952 год) (1928 год, 1930 год, 1936 год—1937 год, 1942 год—1944 год, 1950 год—1952 год) |                                                          |      |
| | Занзибар (протекторат Великобритании)                                                                                                   | Занзибар (протекторат Великобритании)                                                                                                   | Султан                                                   | Халифа ибн Харуб | 1911 год—1960 год                                        |      |
| | Либерия | Либерия | Президент                                                | Эдвин Джеймс Баркли | 1930 год—1944 год                                        |      |
| | Марокко (протекторат Франции) | Марокко (протекторат Франции) | Султан                                                   | Мухаммед V | 1927 год—1953 год, 1955 год—1957 год                     |      |
| | Руанда (протекторат Бельгии) | Руанда (протекторат Бельгии) | мвами                                                    | Мутара III | 1931 год—1959 год                                        |      |
| | Салум (протекторат Франции) | Салум (протекторат Франции) | маад                                                     | Фоде Но Гуйе Диуф | 1935 год—1969 год                                        |      |
| | Свазиленд (протекторат Великобритании)                                                                                                  | Свазиленд (протекторат Великобритании)                                                                                                  | нгвеньяма (король)                                       | Собуза II | 1899 год—1982 год                                        |      |
| | Тунис (протекторат Франции) | Тунис (протекторат Франции) | Бей                                                      | Ахмад II ибн Али | 1929 год—1942 год                                        |      |
| | Эфиопия оккупирована Италией в ходе Итало-эфиопской войны, аннексирована 9 мая, а 1 июня включена в состав Итальянской Восточной Африки | Эфиопия оккупирована Италией в ходе Итало-эфиопской войны, аннексирована 9 мая, а 1 июня включена в состав Итальянской Восточной Африки | Император                                                | Хайле Селассие Виктор Эммануил III | (1930 год—1936 год, 1941 год—1974 год) 1936 год—1941 год |      |
| Премьер-министр                                                                                                | Эфиопия оккупирована Италией в ходе Итало-эфиопской войны, аннексирована 9 мая, а 1 июня включена в состав Итальянской Восточной Африки | Эфиопия оккупирована Италией в ходе Итало-эфиопской войны, аннексирована 9 мая, а 1 июня включена в состав Итальянской Восточной Африки | Тэфэри Мэконнын (Хайле Селассие) Вольде Цаддик           | 1927 год—1936 год 1936 год—1942 год |                                                          |      |
| | Южно-Африканский Союз | Южно-Африканский Союз | Король                                                   | Георг V Эдуард VIII Георг VI | 1910 год—1936 год 1936 год 1936 год—1952 год             |      |
| Генерал-губернатор                                                                                             | Южно-Африканский Союз | Южно-Африканский Союз | Джордж Вильерс                                           | 1931 год—1937 год |                                                          |      |
| Премьер-министр                                                                                                | Южно-Африканский Союз | Южно-Африканский Союз | Джеймс Барри Герцог                                      | 1924 год—1939 год |                                                          |      |

## Европа
| Флаг                                                 | Страна | Страна | Должность | Имя | Начало и конец срока                         | Фото |
| ---------------------------------------------------- | --- | --- | --- | --- | -------------------------------------------- | ---- |
| Флаг Австрии                                         | Австрия | Австрия | Федеральный президент | Вильгельм Миклас                                                                                             | 1928 год—1938 год                            |      |
| Флаг Австрии                                         | Австрия | Австрия | Федеральный канцлер | Курт Шушниг                                                                                                  | 1934 год—1938 год                            |      |
|                                                      | Албания | Албания | Король | Зогу I Скандербег III                                                                                        | 1928 год—1939 год                            |      |
| Премьер-министр                                      | Албания | Албания | Мехди-бей Фрашери Костак Кота                                                                                                  | 1935 год—1936 год (1928 год—1930 год, 1936 год—1939 год)                                                     |                                              |      |
| Флаг Андорры                                         | Андорра | Андорра | Соправители | Альбер Лебрен, Президент Франции                                                                             | 1932 год—1940 год                            |      |
| Флаг Андорры                                         | Андорра | Андорра | Соправители | Хусти Гвитарт-и-Вилардево, Епископ Урхельский                                                                | 1920 год—1940 год                            |      |
| Флаг Бельгии                                         | Бельгия | Бельгия | Король | Леопольд III                                                                                                 | 1934 год—1951 год                            |      |
| Флаг Бельгии                                         | Бельгия | Бельгия | Премьер-министр | Поль ван Зеланд                                                                                              | 1935 год—1937 год                            |      |
|                                                      | Болгария | Болгария | Царь | Борис III | 1918 год—1943 год                            |      |
| Премьер-министр                                      | Болгария | Болгария | Георгий Кёсеиванов | 1935 год—1940 год                                                                                            |                                              |      |
|                                                      | Ватикан | Ватикан | Папа | Пий XI | 1922 год—1939 год                            |      |
| Государственный секретарь                            | Ватикан | Ватикан | кардинал Эудженио Пачелли | 1930 год—1939 год                                                                                            |                                              |      |
|                                                      | Великобритания | Великобритания | Король | Георг V Эдуард VIII Георг VI                                                                                 | 1910 год—1936 год 1936 год 1936 год—1952 год |      |
| Премьер-министр                                      | Великобритания | Великобритания | Стэнли Болдуин | 1923 год—1924 год, 1924 год—1929 год, 1935 год—1937 год                                                      |                                              |      |
|                                                      | Венгрия | Венгрия | Регент | Миклош Хорти                                                                                                 | 1920 год—1944 год                            |      |
| Премьер-министр                                      | Венгрия | Венгрия | Дьюла Гёмбёш Кальман Дараньи                                                                                                   | 1932 год—1936 год 1936 год—1938 год                                                                          |                                              |      |
|                                                      | Германский рейх | Германский рейх | Фюрер | Адольф Гитлер                                                                                                | 1934 год—1945 год                            |      |
| Рейхсканцлер                                         | Германский рейх | Германский рейх | Адольф Гитлер | 1933 год—1945 год                                                                                            |                                              |      |
|                                                      | Греция | Греция | Король | Георг II | 1922 год—1924 год, 1935 год—1947 год         |      |
| Премьер-министр                                      | Греция | Греция | Константинос Демердзис Иоаннис Метаксас                                                                                        | 1935 год—1936 год 1936 год—1941 год                                                                          |                                              |      |
| Флаг Дании                                           | Дания | Дания | Король | Кристиан X                                                                                                   | 1912 год—1947 год                            |      |
| Флаг Дании                                           | Дания | Дания | Премьер-министр | Торвальд Стаунинг                                                                                            | 1924 год—1926 год, 1929 год—1942 год         |      |
|                                                      | Ирландское Свободное государство (доминион Великобритании) | Ирландское Свободное государство (доминион Великобритании) | Король | Георг V Эдуард VIII Георг VI                                                                                 | 1910 год—1936 год 1936 год 1936 год—1952 год |      |
| Генерал-губернатор                                   | Ирландское Свободное государство (доминион Великобритании) | Ирландское Свободное государство (доминион Великобритании) | Донал Бакли | 1932 год—1936 год                                                                                            |                                              |      |
| В 1936 году должность генерал-губернатора упразднена | Ирландское Свободное государство (доминион Великобритании) | Ирландское Свободное государство (доминион Великобритании) | | |                                              |      |
| Председатель исполнительного совета                  | Ирландское Свободное государство (доминион Великобритании) | Ирландское Свободное государство (доминион Великобритании) | Имон де Валера | 1932 год—1937 год                                                                                            |                                              |      |
|                                                      | Исландия | Исландия | Король | Кристиан X                                                                                                   | 1918 год—1944 год                            |      |
| Премьер-министр                                      | Исландия | Исландия | Херманн Йоунассон | 1934 год—1942 год, 1956 год—1958 год                                                                         |                                              |      |
|                                                      | Испания 17 июля 1936 года в стране началась Гражданская война и Испания на три года оказалась разделённой на республиканскую зону с центрами в Мадриде и Валенсии и националистическую зону с центром в Бургосе | Испания 17 июля 1936 года в стране началась Гражданская война и Испания на три года оказалась разделённой на республиканскую зону с центрами в Мадриде и Валенсии и националистическую зону с центром в Бургосе | Президент | Нисето Алькала Самора-и-Торрес Диего Мартинес Баррио Мануэль Асанья                                          | 1931 год—1936 год 1936 год 1936 год—1939 год |      |
| Премьер-министр                                      | Испания 17 июля 1936 года в стране началась Гражданская война и Испания на три года оказалась разделённой на республиканскую зону с центрами в Мадриде и Валенсии и националистическую зону с центром в Бургосе | Испания 17 июля 1936 года в стране началась Гражданская война и Испания на три года оказалась разделённой на республиканскую зону с центрами в Мадриде и Валенсии и националистическую зону с центром в Бургосе | Мануэль Портела Вальядарес Мануэль Асанья Аугусто Барсия Трельеc Сантьяго Касарес Кирога Хосе Хираль Франсиско Ларго Кабальеро | 1935 год—1936 год (1931 год—1933 год, 1936 год) 1936 год 1936 год—1937 год                                   |                                              |      |
| Каудильо                                             | Испания 17 июля 1936 года в стране началась Гражданская война и Испания на три года оказалась разделённой на республиканскую зону с центрами в Мадриде и Валенсии и националистическую зону с центром в Бургосе | Испания 17 июля 1936 года в стране началась Гражданская война и Испания на три года оказалась разделённой на республиканскую зону с центрами в Мадриде и Валенсии и националистическую зону с центром в Бургосе | Франсиско Франко | 1936 год—1975 год                                                                                            |                                              |      |
| Председатель Государственного технического комитета  | Испания 17 июля 1936 года в стране началась Гражданская война и Испания на три года оказалась разделённой на республиканскую зону с центрами в Мадриде и Валенсии и националистическую зону с центром в Бургосе | Испания 17 июля 1936 года в стране началась Гражданская война и Испания на три года оказалась разделённой на республиканскую зону с центрами в Мадриде и Валенсии и националистическую зону с центром в Бургосе | Фидель Давила Аррондо | 1936 год—1937 год                                                                                            |                                              |      |
|                                                      | Италия | Италия | Король | Виктор Эммануил III                                                                                          | 1900 год—1946 год                            |      |
| Премьер-министр                                      | Италия | Италия | Бенито Муссолини | 1922 год—1943 год                                                                                            |                                              |      |
|                                                      | Латвия | Латвия | Президент | Альберт Квиесис Карлис Улманис                                                                               | 1930 год—1936 год 1936 год—1940 год          |      |
| Премьер-министр                                      | Латвия | Латвия | Карлис Улманис | 1920 год—1921 год, 1925 год—1926 год, 1931 год, 1934 год—1940 год                                            |                                              |      |
|                                                      | Литва | Литва | Президент | Антанас Сметона                                                                                              | 1926 год—1940 год                            |      |
| Премьер-министр                                      | Литва | Литва | Юозас Тубялис | 1929 год—1938 год                                                                                            |                                              |      |
|                                                      | Лихтенштейн | Лихтенштейн | Князь | Франц I | 1929 год—1938 год                            |      |
| Премьер-министр                                      | Лихтенштейн | Лихтенштейн | Йозеф Хооп | 1928 год—1945 год                                                                                            |                                              |      |
| Флаг Люксембурга                                     | Люксембург | Люксембург | Великая герцогиня | Шарлотта | 1919 год—1964 год                            |      |
| Флаг Люксембурга                                     | Люксембург | Люксембург | Премьер-министр | Жозеф Беш | 1926 год—1937 год, 1953 год—1958 год         |      |
| Флаг Монако                                          | Монако | Монако | Князь | Луи II | 1922 год—1949 год                            |      |
| Флаг Монако                                          | Монако | Монако | Премьер-министр | Морис Булло-Лафонт                                                                                           | 1932 год—1937 год                            |      |
| Флаг Нидерландов                                     | Нидерланды | Нидерланды | Королева | Вильгельмина                                                                                                 | 1890 год—1948 год                            |      |
| Флаг Нидерландов                                     | Нидерланды | Нидерланды | Премьер-министр | Хендрик Колейн                                                                                               | 1925 год—1926 год, 1933 год—1939 год         |      |
| Флаг Норвегии                                        | Норвегия | Норвегия | Король | Хокон VII | 1905 год—1957 год                            |      |
| Флаг Норвегии                                        | Норвегия | Норвегия | Премьер-министр | Йохан Нюгорсвольд                                                                                            | 1935 год—1945 год                            |      |
| Флаг Польши                                          | Польша | Польша | Президент | Игнаций Мосцицкий                                                                                            | 1926 год—1939 год                            |      |
| Флаг Польши                                          | Польша | Польша | Премьер-министр | Мариан Зындрам-Косцялковский Фелициан Славой Складковский                                                    | 1935 год—1936 год 1936 год—1939 год          |      |
|                                                      | Португалия | Португалия | Президент | Ошкар Кармона                                                                                                | 1926 год—1951 год                            |      |
| Премьер-министр                                      | Португалия | Португалия | Антониу ди Салазар | 1932 год—1968 год                                                                                            |                                              |      |
|                                                      | Румыния | Румыния | Король | Кароль II | 1930 год—1940 год                            |      |
| Премьер-министр                                      | Румыния | Румыния | Георге Тэтэреску | 1934 год—1937 год, 1939 год—1940 год                                                                         |                                              |      |
| Флаг Сан-Марино                                      | Сан-Марино | Сан-Марино | Капитаны-регенты | Помпео Риги и Марино Морри Джино Гоци и Руджеро Морри Франческо Морри и Джино Чекколи                        | 1935 год—1936 год 1936 год 1936 год—1937 год |      |
|                                                      | Союз Советских Социалистических Республик | Союз Советских Социалистических Республик | Генеральный секретарь ЦК ВКП(б)                                                                                                | Иосиф Сталин                                                                                                 | 1925 год—1952 год                            |      |
| Председатели ВЦИК                                    | Союз Советских Социалистических Республик | Союз Советских Социалистических Республик | Михаил Калинин (от РСФСР) | 1922 год—1938 год                                                                                            |                                              |      |
| Председатели ВЦИК                                    | Союз Советских Социалистических Республик | Союз Советских Социалистических Республик | Григорий Петровский (от Украинской ССР)                                                                                        | 1922 год—1938 год                                                                                            |                                              |      |
| Председатели ВЦИК                                    | Союз Советских Социалистических Республик | Союз Советских Социалистических Республик | Александр Червяков (от Белорусской ССР)                                                                                        | 1922 год—1937 год                                                                                            |                                              |      |
| Председатели ВЦИК                                    | Союз Советских Социалистических Республик | Союз Советских Социалистических Республик | Газанфар Мусабеков (от Закавказской СФСР)                                                                                      | 1925 год—1938 год                                                                                            |                                              |      |
| Председатели ВЦИК                                    | Союз Советских Социалистических Республик | Союз Советских Социалистических Республик | Недирбай Айтаков (от Туркменской ССР)                                                                                          | 1925 год—1938 год                                                                                            |                                              |      |
| Председатели ВЦИК                                    | Союз Советских Социалистических Республик | Союз Советских Социалистических Республик | Файзулла Ходжаев (от Узбекской ССР)                                                                                            | 1925 год—1937 год                                                                                            |                                              |      |
| Председатели ВЦИК                                    | Союз Советских Социалистических Республик | Союз Советских Социалистических Республик | Абдулло Рахимбаев | 1934 год—1937 год                                                                                            |                                              |      |
| Председатель Совета народных комиссаров              | Союз Советских Социалистических Республик | Союз Советских Социалистических Республик | Вячеслав Молотов | 1930 год—1941 год                                                                                            |                                              |      |
|                                                      | Финляндия | Финляндия | Президент | Пер Эвинд Свинхувуд                                                                                          | 1931 год—1937 год                            |      |
| Премьер-министр                                      | Финляндия | Финляндия | Тойво Кивимяки Кюёсти Каллио                                                                                                   | 1932 год—1936 год (1922 год—1924 год, 1925 год—1926 год, 1929 год—1930 год, 1936 год—1937 год)               |                                              |      |
|                                                      | Франция | Франция | Президент | Альбер Лебрен                                                                                                | 1932 год—1940 год                            |      |
| Премьер-министр                                      | Франция | Франция | Пьер Лаваль Альбер Сарро Леон Блюм                                                                                             | (1931 год—1932 год, 1935 год—1936 год) (1933 год, 1936 год) (1936 год—1937 год, 1938 год, 1946 год—1947 год) |                                              |      |
|                                                      | Чехословакия | Чехословакия | Президент | Эдвард Бенеш                                                                                                 | 1935 год—1938 год, 1945 год—1948 год         |      |
| Премьер-министр                                      | Чехословакия | Чехословакия | Милан Годжан | 1935 год—1938 год                                                                                            |                                              |      |
| Флаг Швейцарии                                       | Швейцария | Швейцария | Президент | Альберт Мейер                                                                                                | 1936 год                                     |      |
|                                                      | Швеция | Швеция | Король | Густав V | 1907 год—1950 год                            |      |
| Премьер-министр                                      | Швеция | Швеция | Пер Альбин Ханссон Аксель Перссон-Брамсторп                                                                                    | (1932 год—1936 год, 1936 год—1946 год) 1936 год                                                              |                                              |      |
|                                                      | Эстонская Республика | Эстонская Республика | Премьер-министр | Константин Пятс                                                                                              | 1918 год—1919 год, 1934 год—1937 год         |      |
|                                                      | Югославия | Югославия | Король | Пётр II Карагеоргиевич                                                                                       | 1934 год—1945 год                            |      |
| Премьер-министр                                      | Югославия | Югославия | Милан Стоядинович | 1935 год—1939 год                                                                                            |                                              |      |

## Океания
| Флаг                | Страна                             | Должность                          | Имя                                 | Начало и конец срока                         | Фото |
| ------------------- | ---------------------------------- | ---------------------------------- | ----------------------------------- | -------------------------------------------- | ---- |
|                     | Австралия                          | Король                             | Георг V Эдуард VIII Георг VI        | 1910 год—1936 год 1936 год 1936 год—1952 год |      |
| Генерал-губернатор  | Австралия                          | Айзек Айзекс Александр Хоур-Ратвен | 1931 год—1936 год 1936 год—1945 год |                                              |      |
| Премьер-министр     | Австралия                          | Джозеф Лайонс                      | 1932 год—1939 год                   |                                              |      |
| Флаг Новой Зеландии | Новая Зеландия                     | Король                             | Георг V Эдуард VIII Георг VI        | 1910 год—1936 год 1936 год 1936 год—1952 год |      |
| Флаг Новой Зеландии | Новая Зеландия                     | Генерал-губернатор                 | Джордж Монктон-Арунделл             | 1935 год—1941 год                            |      |
| Флаг Новой Зеландии | Новая Зеландия                     | Премьер-министр                    | Майкл Джозеф Сэвидж                 | 1935 год—1940 год                            |      |
| Флаг Тонги          | Тонга (протекторат Великобритании) | Королева                           | Салоте Тупоу III                    | 1918 год—1965 год                            |      |
| Флаг Тонги          | Тонга (протекторат Великобритании) | Премьер                            | Вилиами Тунги Маилефихи             | 1923 год—1941 год                            |      |

## Северная и Центральная Америка
| Флаг                          | Страна                    | Должность           | Имя                                                           | Начало и конец срока                                                        | Фото |
| ----------------------------- | ------------------------- | ------------------- | ------------------------------------------------------------- | --------------------------------------------------------------------------- | ---- |
|                               | Гаити                     | Президент           | Стенио Жозеф Венсан                                           | 1930 год—1941 год                                                           |      |
| Флаг Гватемалы                | Гватемала                 | Президент           | Хорхе Убико                                                   | 1931 год—1944 год                                                           |      |
| Флаг Гондураса                | Гондурас                  | Президент           | Тибурсио Кариас Андино                                        | 1924 год, 1933 год—1949 год                                                 |      |
| Флаг Доминиканской Республики | Доминиканская Республика  | Президент           | Рафаэль Трухильо                                              | 1930 год—1938 год, 1942 год—1952 год                                        |      |
|                               | Канада                    | Король              | Георг V Эдуард VIII Георг VI                                  | 1910 год—1936 год 1936 год 1936 год—1952 год                                |      |
| Генерал-губернатор            | Канада                    | Джон Бакен          | 1935 год—1940 год                                             |                                                                             |      |
| Премьер-министр               | Канада                    | Уильям Макензи Кинг | 1921 год—1926 год, 1926 год—1930 год, 1935 год—1948 год       |                                                                             |      |
|                               | Коста-Рика                | Президент           | Рикардо Хименес Ореамуно Леон Кортес Кастро                   | (1910 год—1914 год, 1924 год—1928 год, 1932 год—1936 год) 1936 год—1940 год |      |
|                               | Куба                      | Президент           | Хосе Агрипино Барнет Мигель Мариано Гомес Федерико Ларедо Бру | 1935 год—1936 год 1936 год 1936 год—1940 год                                |      |
|                               | Мексика                   | Президент           | Ласаро Карденас                                               | 1934 год—1940 год                                                           |      |
|                               | Никарагуа                 | Президент           | Хуан Баутиста Сакаса Карлос Альберто Бренес                   | 1933 год—1936 год 1936 год—1937 год                                         |      |
|                               | Панама                    | Президент           | Армодио Ариас Мадрид Хуан Демостенес Аросемена                | 1932 год—1936 год 1936 год—1939 год                                         |      |
| Флаг Сальвадора               | Сальвадор                 | Президент           | Максимилиано Эрнандес Мартинес                                | 1931 год—1934 год, 1935 год—1944 год                                        |      |
|                               | Соединённые Штаты Америки | Президент           | Франклин Рузвельт                                             | 1933 год—1945 год                                                           |      |

## Южная Америка
| Флаг                          | Страна    | Должность                                  | Имя                                                                 | Начало и конец срока                                              | Фото |
| ----------------------------- | --------- | ------------------------------------------ | ------------------------------------------------------------------- | ----------------------------------------------------------------- | ---- |
| Флаг Аргентины                | Аргентина | Президент                                  | Агустин Педро Хусто                                                 | 1932 год—1938 год                                                 |      |
| Флаг Боливии                  | Боливия   | Президент                                  | Хосе Луис Техада Сорсано Херман Буш Бесерра Хосе Давид Торо Руйлова | 1934 год—1936 год (1936 год, 1937 год—1939 год) 1936 год—1937 год |      |
|                               | Бразилия  | Президент                                  | Жетулиу Варгас                                                      | 1930 год—1945 год, 1950 год—1954 год                              |      |
|                               | Венесуэла | Президент                                  | Элеасар Лопес Контрерас                                             | 1935 год—1941 год                                                 |      |
| Флаг Колумбии                 | Колумбия  | Президент                                  | Альфонсо Лопес Пумарехо                                             | 1934 год—1938 год, 1942 год—1945 год                              |      |
|                               | Парагвай  | Президент                                  | Эусебио Айяла Рафаэль Франко                                        | (1921 год—1923 год, 1932 год—1936 год) 1936 год—1937 год          |      |
|                               | Перу      | Президент                                  | Оскар Бенавидес                                                     | 1914 год—1915 год, 1933 год—1939 год                              |      |
| Председатель Совета министров | Перу      | Мануэль Родригес Эрнесто Монтагне Маркольс | 1935 год—1936 год 1936 год—1939 год                                 |                                                                   |      |
| Флаг Уругвая                  | Уругвай   | Президент                                  | Габриэль Терра                                                      | 1931 год—1938 год                                                 |      |
| Флаг Чили                     | Чили      | Президент                                  | Артуро Алессандри                                                   | 1920 год—1924 год, 1925 год, 1932 год—1937 год                    |      |
| Флаг Эквадора                 | Эквадор   | Президент                                  | Федерико Паес                                                       | 1935 год—1937 год                                                 |      |

## Комментарии
1. ↑  Свергнут в ходе переворота 29 октября 1936 года, осуществлённого генералом Бакром Сидки. Бежал в Дамаск, где скончался в начале 1937 года.
2. ↑  Один из лидеров националистической организации «Аль-Ахали». Занимал министерские посты. Назначен премьер-министром генералом Бакром Сидки.
3. ↑  Снят с постов на пленуме ЦК МНРП 2 марта 1936 года из-за расхождений с руководством ССР. Помещён под домашний арест, затем направлен на лечение в СССР. Арестован и расстрелян в 1937 году.
4. ↑  Военный, адмирал. Спасся во время покушения молодых офицеров 26 февраля 1936 года, скрывался до 29 февраля и подал в отставку 9 марта. В дальнейшем был лидером части генералитета, выступавшего против войны с США. Скончался в 1952 году.
5. ↑  Дипломат. Посол в СССР (1928—1932), министр иностранных дел с 1933 года.
6. ↑  Скончался 28 апреля 1936 года.
7. ↑  Наследный принц, единственный сын Ахмеда Фуада. Прервал военное обучение в Великобритании и вернулся в Каир, чтобы занять престол. На тот момент ему исполнилось только 15 лет и права нового короля были ограничены до достижения совершеннолетия в декабре 1937 года.
8. ↑  Глава переходного кабинета на период до проведения парламентских выборов.
9. ↑  Глава переходного кабинета на период до проведения парламентских выборов.
10. ↑  Лидер партии Вафд, победившей на парламентских выборах в мае 1936 года.
11. ↑  С 2 мая 1936 года по 1941 год в изгнании в Иерусалиме, Великобритании и в Англо-египетском Судане.
12. ↑  Скончался 20 января 1936 года от болезни лёгких.
13. ↑  Наследник престола с 6 мая 1910 года, Принц Уэльский с 2 июня 1910 года. Отрёкся от престола в связи с женитьбой на Уоллис Симпсон и получил титул герцога Виндзорского. Был генерал-губернатором Багамских островов, скончался в эмиграции во Франции в 1972 году.
14. ↑  Второй сын Георга V, младший брат Эдуарда VIII, Герцог Йоркский с 1920 года. Занял престол после отречения старшего брата.
15. ↑  Скончался 6 октября 1936 года в Мюнхене от почечной недостаточности.
16. ↑  Министр сельского хозяйства в кабинете Гёмбёша.
17. ↑  Скончался 11 апреля 1936 года.
18. ↑  Военный, генерал. Назначен королём временным главой правительства до стабилизации обстановки. 4 августа 1936 года ввёл чрезвычайное положение, распустил парламент и установил личную диктатуру.
19. ↑  Отправлен в отставку 7 апреля 1936 года парламентским большинством коалиции Народный фронт в соответствии с конституцией, как дважды распустивший кортесы. Отправился в поездку по странам Скандинавии и в связи с началом Гражданской войны остаток жизни провёл в эмиграции. Скончался в Буэнос-Айресе в 1949 году.
20. ↑  Исполнял обязанности главы государства как председатель Кортесов.
21. ↑  Ушёл в отставку после победы на выборах 16 февраля 1936 года левой коалиции Народный фронт. Впоследствии эмигрировал во Францию, где скончался в 1952 году.
22. ↑  Премьер-министр в 1931—1933 годах. Возглавил правительство Народного фронта. Оставил пост после избрания президентом республики.
23. ↑  Государственный министр. Временно исполнял обязанности главы правительства до назначения нового премьер-министра. Скончался в эмиграции в Буэнос-Айресе в 1961 году.
24. ↑  Политик и адвокат, ближайший соратник Мануэля Асаньи. Ушёл в отставку после начала Гражданской войны. В 1939 году эмигрировал, скончался в Париже в 1950 году.
25. ↑  Морской министр. Отправлен в отставку после прорыва франкистов к Мадриду. В дальнейшем занимал пост министра иностранных дел. В 1939 году эмигрировал, скончался в Мексике в 1962 году.
26. ↑  Лидер социалистов. 6 ноября 1936 года правительство переехало из Мадрида в Валенсию.
27. ↑  Военный, генерал, бывший начальник Генерального штаба. Руководил вооружённым выступлением националистов в Испанском Марокко, выдвинулся в руководители движения после гибели генерала Санхурхо в авиакатастрофе.
28. ↑  Военный, генерал, бывший командующий VII округом. Руководитель вооружённого выступления националистов в Бургасе.
29. ↑  Истёк срок президентских полномочий. После отставки работал директором целлюлозной фабрики, в 1940—1941 году скрывался от советских властей. Скончался в 1944 году во время попытки эвакуации в Германию.
30. ↑  Захватил власть в 1934 году. После истечения срока полномочий Альберта Квиесиса назначил себя президентом без прохождения конституционных процедур.
31. ↑  Отправлен в отставку под давлением военных и прессы. В 1939 году эмигрировал, скончался в Великобритании в 1946 году.
32. ↑  Военный, дивизионный генерал, неоднократно занимал пост министра внутренних дел. Выдвинут на пост главы правительства генеральным инспектором армии маршалом Эдвардом Рыдз-Смиглы.
33. ↑  Ушёл в отставку после победы на парламентских выборов Аграрной партии социал-демократов. Продолжал активно участвовать в политике, в 1945 году осуждён как государственный преступник, но амнистирован в 1948 году. Преподавал в университете, скончался в 1968 году.
34. ↑  Премьер-министр в 1922—1924, 1925—1926, 1929—1930 годах. Сформировал кабинет по поручению президента Свинхувуда после отказа последнего утвердить правительство из аграриев и социал-демократов.
35. ↑  Правительство ушло в отставку 22 января 1936 года после того, как 20 января Исполком Партии радикалов сместил Пьера Лаваля с поста председателя партии в условиях роста безработицы и забастовочного движения.
36. ↑  Премьер-министр в 1933 году, представитель Партии левых демократов. Правительство ушло в отставку 4 июня 1934 года после парламентских выборов.
37. ↑  Представитель партии социалистов СФИО. Сформировал кабинет из социалистов и радикалов при поддержке коммунистов после победы коалиции Народный фронт на очередных парламентских выборах 26 апреля и 3 мая 1936 года.
38. ↑  Ушёл в отставку после получения вотума недоверия в рикстаге.
39. ↑  Вернулся на пост после победы Социал-демократической рабочей партии на парламентских выборах 20 сентября 1936 года.
40. ↑  Лидер Партии Центра, по поручению короля сформировал кабинет без участия социал-демократов. Ушёл в отставку после поражения правых партий на парламентских выборах 20 сентября 1936 года. Ушёл из политики по болезни в 1949 году, скончался в 1954 году.
41. ↑  Истёк четырёхлетний срок президентских полномочий.
42. ↑  Временный президент. Отошёл от политики, скончался в 1954 году.
43. ↑  Уволен в отставку Конгрессом после обвинений во вмешательстве полномочия законодательной власти. Отошёл от политики, скончался в 1950 году.
44. ↑  Вице-президент в правительстве Мигеля Гомеса.
45. ↑  Ушёл в отставку после военного мятежа, поднятого в конце мая Национальной гвардией во главе с генералом Анастасио Сомосой Гарсиа. В дальнейшем активной политической роли не играл, скончался в 1946 году.
46. ↑  Временный президент на период проведения всеобщих выборов.
47. ↑  Истёк срок президентских полномочий.
48. ↑  Избран президентом на выборах 1936 года.
49. ↑  Свергнут в результате военного переворота 16 мая 1936 года. Скончался в 1938 году в эмиграции в Чили.
50. ↑  Военный, подполковник, глава временной правительственной хунты.
51. ↑  Военный, полковник. Начальник генерального штаба, один из руководителей переворота 1936 года.
52. ↑  Свергнут в результате переворота 17 февраля за несколько месяцев до истечения президентских полномочий. Арестован и выслан в Аргентину, где скончался в 1942 году.
53. ↑  Военный, полковник. Руководитель переворота 17 февраля 1936 года. Временный президент.